# 680 Genoveva
680 Genoveva је астероид главног астероидног појаса са пречником од приближно 83,92 .
Афел астероида је на удаљености од 4,051 астрономских јединица (АЈ) од Сунца, а перихел на 2,268 АЈ.
Ексцентрицитет орбите износи 0,282, инклинација (нагиб) орбите у односу на раван еклиптике 17,595 степени, а орбитални период износи 2051,560 дана (5,616 година).
Апсолутна магнитуда астероида је 9,31 а геометријски албедо 0,047.
Астероид је откривен 22. априла 1909. године.